# オーランチニジン
オーランチニジン（Aurantinidin）は、水溶性の赤色の植物性染料である。アントシアニンとして知られる化合物群の一つであり、ペラルゴニジンのヒドロキシ誘導体である。オーランチニジンは、Impatients aurantiaca (Balsaminacea)、アルストロメリア属の栽培品種において生成すると報告されている。